# Corinto (Minas Gerais)
Corinto es un municipio brasileño del estado de Minas Gerais. Su población estimada en 2007 era de 22.741 habitantes. Forma parte de la región del Medio Río de las Velhas, en la zona del Alto São Francisco. La ciudad es conocida como "La tierra de los cristales" y "Centro de las Generales".
El área del municipio es de 2.524,503 km².